# Psechrus argentatus
Psechrus argentatus és una espècie d'aranya araneomorfa de la família dels psècrids (Psechridae). Fou descrita per primera vegada l'any 1857 per L. Doleschall.
Aquesta espècie es troba a:
- Indonèsia a Cèlebes, a Flores, a les Moluques i a Papua Occidental;
- Papua Nova Guinea, a Papua Nova Guinea, a Nova Irlanda i en Nova Bretanya;
- Austràlia, al Nord del Queensland.

## Descripció
El mascle fa 17,0 mm i la femella 20,0 mm.